# Јаходна
Јаходна (слч. Jahodná, мађ. Pozsonyeperjes) насељено је мјесто са административним статусом сеоске општине (слч. obec) у округу Дунајска Стреда, у Трнавском крају, Словачка Република.

## Становништво
| Година:    | 1994. | 2004.   | 2014.   | 2024.   |
| ---------- | ----- | ------- | ------- | ------- |
| Број људи: | 1422  | 1440    | 1534    | 1666    |
| Разлика:   |       | +1,26 % | +6,52 % | +8,60 % |

| Година:    | 2023. | 2024.   |
| ---------- | ----- | ------- |
| Број људи: | 1657  | 1666    |
| Разлика:   |       | +0,54 % |

Према подацима о броју становника из 2011. године насеље је имало 1.481 становника.